# Crotalus mitchellii
Crotalus mitchellii là một loài rắn trong họ Rắn lục. Loài này được Cope mô tả khoa học đầu tiên năm 1861.

## Hình ảnh

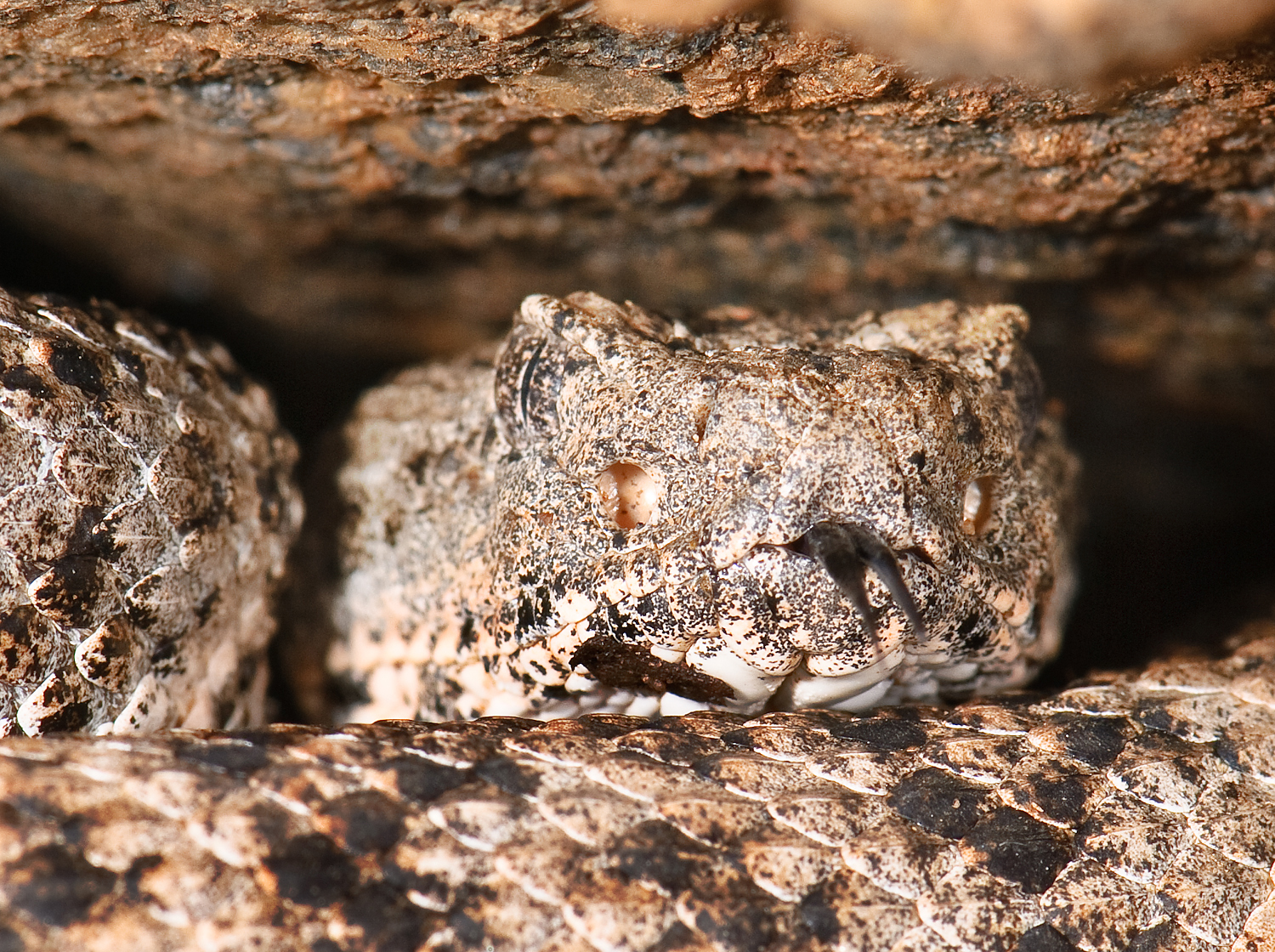
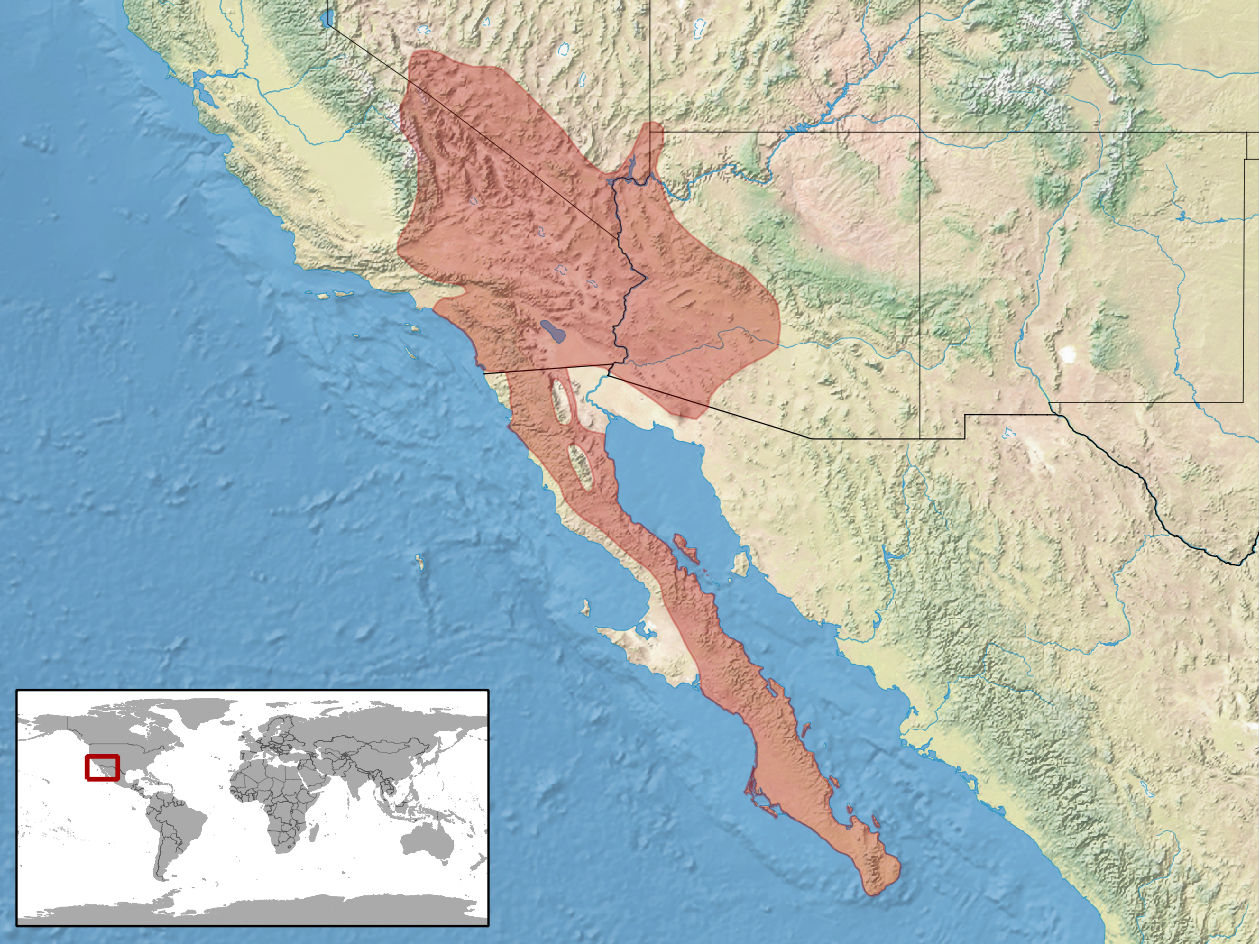
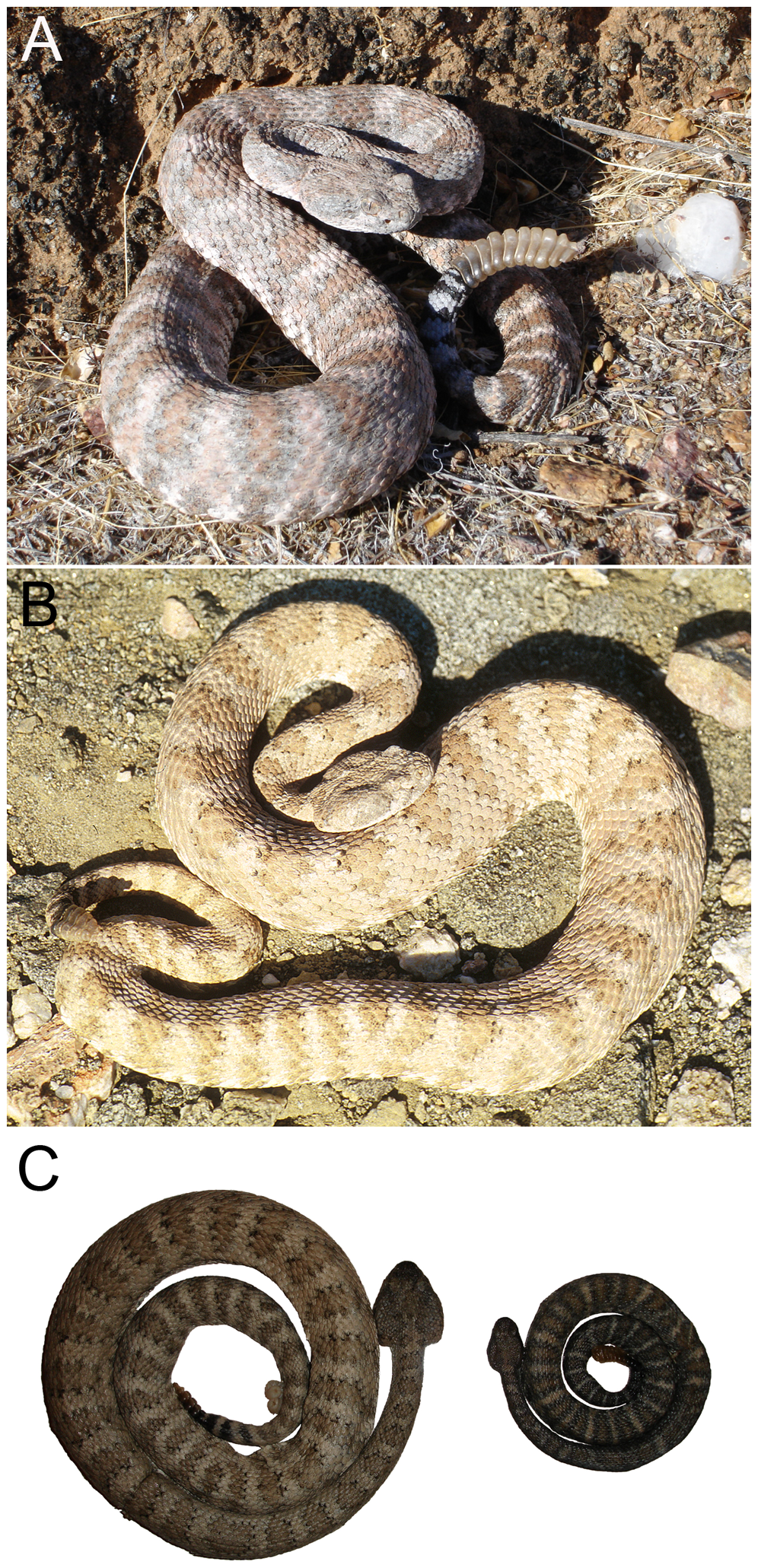
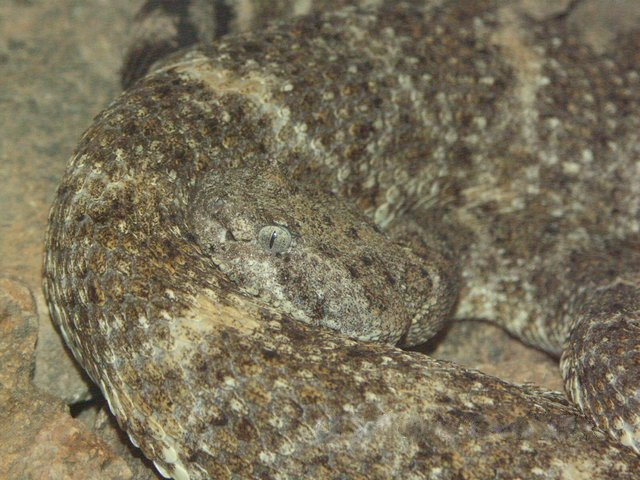